# 3692 Рікман
3692 Рікман (3692 Rickman) — астероїд головного поясу, відкритий 25 квітня 1982 року.
Тіссеранів параметр щодо Юпітера — 3,312.